# Línea 6 (ALESA)
La línea 6 de ALESA es una línea de autobús urbano de la ciudad de León (España), que recorre la ciudad desde el este hasta el norte, empezando en el barrio de Puente Castro y terminando en el Complejo Hospitalario, pasando por el barrio de La Chantría, el centro de la ciudad y el barrio de San Mamés. Además, da servicio al Cementerio de León con dos expediciones cada día. Esta línea dispone de servicio para personas con discapacidad.

## Características

### Frecuencias
| Lunes-Viernes laborables                                            | Lunes-Viernes laborables                                            | Sábados laborables | Sábados laborables | Domingos y festivos  | Domingos y festivos  | Domingos y festivos   | Domingos y festivos   |
| ambos sentidos                                                      | ambos sentidos                                                      | ambos sentidos     | ambos sentidos     | Dirección Hospitales | Dirección Hospitales | Dirección Pte. Castro | Dirección Pte. Castro |
| ------------------------------------------------------------------- | ------------------------------------------------------------------- | ------------------ | ------------------ | -------------------- | -------------------- | --------------------- | --------------------- |
| 7:10, Inicio en Pte. Castro, Padre Isla, Hospitales y Ramón y Cajal | 7:10, Inicio en Pte. Castro, Padre Isla, Hospitales y Ramón y Cajal | de 7:15 a 22:15    | cada 30 min.       | de 7:15 a 15:15      | cada 60 min.         | de 7:45 a 14:45       | cada 60 min.          |
| de 7:10 a 22:30                                                     | cada 20 min.                                                        | de 7:15 a 22:15    | cada 30 min.       | de 15:15 a 22:15     | cada 30 min.         | de 15:15 a 22:15      | cada 30 min.          |

- De lunes a viernes, regulación horaria en Santo Domingo (Padre Isla, 2 y Ramón y Cajal, 5) veinte minutos después de cada salida.
- Sábados, domingos y festivos, regulación horaria en Santo Domingo (Padre Isla, 2 y Ramón y Cajal, 5) quince minutos después de cada salida.

Servicios al Cementerio
- De lunes a viernes:
  - Hacia el Cementerio, con salida desde los Hospitales a las 16:10 y 17:10.
  - Hacia los Hospitales, con salida desde el Cementerio a las 16:50 y 17:50.
- Sábados, domingos y festivos:
  - Hacia el Cementerio, con salida desde los Hospitales a las 16:15 y 17:15.
  - Hacia los Hospitales, con salida desde el Cementerio a las 16:45 y 17:45.

### Material asignado
-Mercedes Benz New Citaro: 4155, 4158 y 4173.
-Mercedes Benz Citaro 2: 4181.

## Recorrido
Esta línea sale desde el colegio de Puente Castro, en la avenida de Madrid, y recorre esta calle y Alcalde Miguel Castaño hasta que se cruza con Fernández Ladreda, siguiendo por esta hacia José Aguado. Retoma Alcalde Migue Castaño en la plaza de Santa Ana y accede a Santo Domingo por Independencia. Después, continúa por Padre Isla, Álvaro López Núñez y la plaza del Espolón, atravesando el barrio de San Mamés por Concha Espina y Nocedo. Llegando al complejo hospitalario, va por Puerto del Pando, Mariano Andrés y Peña Labra.
El recorrido de vuelta toma la ronda norte de León (LE-20) para dar servicio al barrio de La Asunción por la avenida de Mariano Andrés, de la que se desvía a la altura de la iglesia de Las Ventas para continuar por la avenida de San Mamés. Cuando esta muere en la plaza del Espolón, sigue por Era del Moro y Ramón y Cajal hasta Santo Domingo, realizando desde aquí el mismo recorrido que a la ida.
|  | KBHFa carrot |

| exKBHFa carrot | HST carrot |

| exHST carrot | HST carrot |

| exHST carrot | HST carrot |

| exSTRl carrot | eABZg+r carrot |

|  | HST carrot |

|  | HST carrot |

|  | HST carrot |

|  | HST carrot |

|  | HST carrot |

|  | HST carrot |

|  | HST carrot |

|  | BHF carrot |

|  | HST carrot |

|  | HST carrot |

|  | HST carrot |

|  | HST carrot |

|  | HST carrot |

|  | HST carrot |

|  | HST carrot |

|  | HST carrot |

|  | HST carrot |

|  | HST carrot |

|  | HST carrot |

|  | KBHFe carrot |

|  | KBHFa carrot |

| exKBHFa carrot | HST carrot |

| exHST carrot | HST carrot |

| exHST carrot | HST carrot |

| exSTRl carrot | eABZg+r carrot |

|  | HST carrot |

|  | HST carrot |

|  | HST carrot |

|  | HST carrot |

|  | HST carrot |

|  | HST carrot |

|  | HST carrot |

|  | BHF carrot |

|  | HST carrot |

|  | HST carrot |

|  | HST carrot |

|  | HST carrot |

|  | HST carrot |

|  | HST carrot |

|  | HST carrot |

|  | HST carrot |

|  | HST carrot |

|  | HST carrot |

|  | HST carrot |

|  | KBHFe carrot |

|  | KBHFa carrot |

| exKBHFa carrot | HST carrot |

| exHST carrot | HST carrot |

| exHST carrot | HST carrot |

| exSTRl carrot | eABZg+r carrot |

|  | HST carrot |

|  | HST carrot |

|  | HST carrot |

|  | HST carrot |

|  | HST carrot |

|  | HST carrot |

|  | HST carrot |

|  | BHF carrot |

|  | HST carrot |

|  | HST carrot |

|  | HST carrot |

|  | HST carrot |

|  | HST carrot |

|  | HST carrot |

|  | HST carrot |

|  | HST carrot |

|  | HST carrot |

|  | HST carrot |

|  | HST carrot |

|  | KBHFe carrot |

|  | KBHFa carrot |

| exKBHFa carrot | HST carrot |

| exHST carrot | HST carrot |

| exHST carrot | HST carrot |

| exSTRl carrot | eABZg+r carrot |

|  | HST carrot |

|  | HST carrot |

|  | HST carrot |

|  | HST carrot |

|  | HST carrot |

|  | HST carrot |

|  | HST carrot |

|  | BHF carrot |

|  | HST carrot |

|  | HST carrot |

|  | HST carrot |

|  | HST carrot |

|  | HST carrot |

|  | HST carrot |

|  | HST carrot |

|  | HST carrot |

|  | HST carrot |

|  | HST carrot |

|  | HST carrot |

|  | KBHFe carrot |

|  | KBHFa carrot |

|  | HST carrot |

|  | HST carrot |

|  | HST carrot |

|  | HST carrot |

|  | HST carrot |

|  | HST carrot |

|  | HST carrot |

|  | BHF carrot |

|  | HST carrot |

|  | HST carrot |

|  | HST carrot |

|  | HST carrot |

|  | HST carrot |

|  | HST carrot |

| exSTR+l carrot | eABZgr carrot |

| exHST carrot | HST carrot |

| exHST carrot | HST carrot |

| exKBHFe carrot | HST carrot |

|  | KBHFe carrot |

|  | KBHFa carrot |

|  | HST carrot |

|  | HST carrot |

|  | HST carrot |

|  | HST carrot |

|  | HST carrot |

|  | HST carrot |

|  | HST carrot |

|  | BHF carrot |

|  | HST carrot |

|  | HST carrot |

|  | HST carrot |

|  | HST carrot |

|  | HST carrot |

|  | HST carrot |

| exSTR+l carrot | eABZgr carrot |

| exHST carrot | HST carrot |

| exHST carrot | HST carrot |

| exKBHFe carrot | HST carrot |

|  | KBHFe carrot |

|  | KBHFa carrot |

|  | HST carrot |

|  | HST carrot |

|  | HST carrot |

|  | HST carrot |

|  | HST carrot |

|  | HST carrot |

|  | HST carrot |

|  | BHF carrot |

|  | HST carrot |

|  | HST carrot |

|  | HST carrot |

|  | HST carrot |

|  | HST carrot |

|  | HST carrot |

| exSTR+l carrot | eABZgr carrot |

| exHST carrot | HST carrot |

| exHST carrot | HST carrot |

| exKBHFe carrot | HST carrot |

|  | KBHFe carrot |

|  | KBHFa carrot |

|  | HST carrot |

|  | HST carrot |

|  | HST carrot |

|  | HST carrot |

|  | HST carrot |

|  | HST carrot |

|  | HST carrot |

|  | BHF carrot |

|  | HST carrot |

|  | HST carrot |

|  | HST carrot |

|  | HST carrot |

|  | HST carrot |

|  | HST carrot |

| exSTR+l carrot | eABZgr carrot |

| exHST carrot | HST carrot |

| exHST carrot | HST carrot |

| exKBHFe carrot | HST carrot |

|  | KBHFe carrot |